# Fannin Range
Die Fannin Range ist ein kleiner Gebirgszug in den Pacific Ranges der Coast Mountains in der kanadischen Provinz British Columbia.

## Geographie
Die Fannin Range liegt zwischen dem Seymour River und dem eiszeitlichen Fjord Indian Arm. Sie erstreckt sich von den Hängen des Mount Seymour am Burrard Inlet bis zur District Municipality North Vancouver über mehr als 34 km nordwärts bis zu den Quellen des Indian River. Sie ist nach dem Naturforscher John Fannin benannt. Im Allgemeinen wird sie als Teil der North Shore Mountains angesehen.

## Erholung
Der südliche Teil der Gebirgskette ist für Outdoor-Aktivitäten aufgrund ihrer Nähe zu Vancouver extrem beliebt. Im Sommer sind Wandern, Mountainbikesport, Picknicken und Zelten in der Wildnis beliebte Aktivitäten, im Winter sind es Schneeschuhlaufen, Ski Alpin, Skilaufen und Tiefschneefahren. Zu den Schutzgebieten gehören:
- Mount Seymour Provincial Park
- Say Nuth Khaw Yum Provincial Park
- Lower Seymour Conservation Reserve
- Thwaytes Landing Regional Park

Der nördliche Teil der Kette weist nur wenige öffentlich zugängliche Straßen und Wege auf. Die Berge werden normalerweise nur von Bergsteigern aufgesucht. Ihre westlichen Wassereinzugsgebiete sind für die Öffentlichkeit aufgrund des Trinkwasserschutzes gesperrt.

## Gipfel
In der Fannin Range finden sich markante Berge wie
- Mount Seymour (1449 m),
- Mount Bishop (1509 m) und
- Mount Elsay (1419 m).

Sie sind vom Mount Seymour Provincial Park oder vom Lower Seymour Conservation Reserve aus über Wanderwege zu erreichen. Obwohl allgemein angenommen wird, dass der Mount Bishop der höchste Gipfel der Kette ist, trifft dies doch auf den entlegenen und unzugänglichen Mount Jukes (1574 m, Koordinaten) im Norden zu, der noch 65 m höher ist.

## Galerie

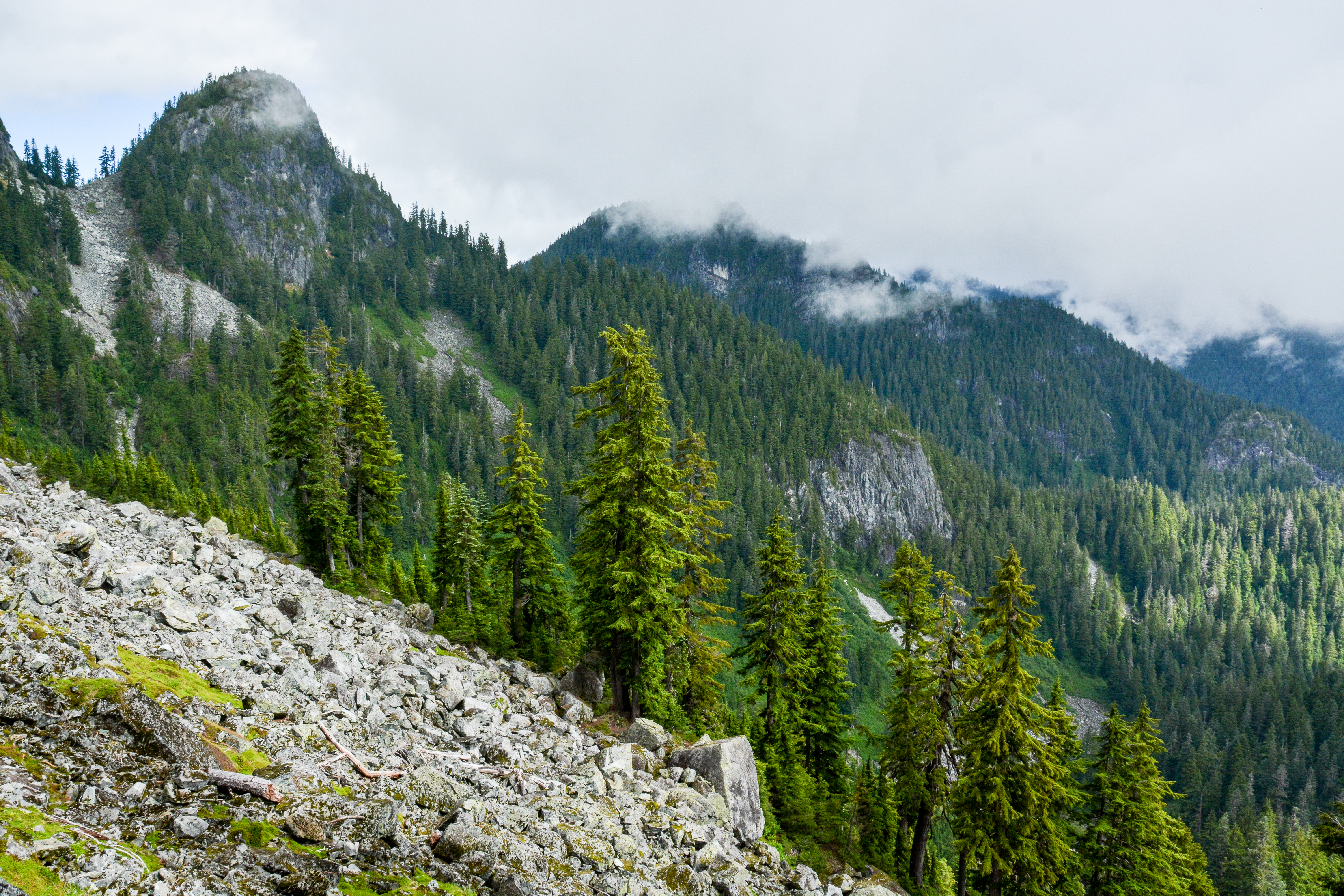
Runner Peak und Mount Elsay in der Fannin Range